# اینتف پنجم
اینتف پنجم یا سِحُتِپ‌کارَع اینتف شاهی در دودمان سیزدهم مصر باستان بوده که در دوره دوم میانی فرمانروایی می‌کرده است. نام او تنها از روی پاپیروس تورین و تندیسی که اکنون در موزه مصر در قاهره نگهداری می‌شود، شناخته شده. زادگاه او شهر مدینه مادی بوده است و گمان می‌رود که برای مدت بسیار کمی فرمانروایی کرده باشد.